# Manor Lords
Manor Lords es un videojuego de táctica en tiempo real y construcción de ciudades desarrollado por Greg Styczeń de Slavic Magic y publicado por Hooded Horse.

## Modo de juego
Ambientado en la Franconia de finales del siglo XIV, Manor Lords es un videojuego de construcción de ciudades que también incluye guerra táctica en tiempo real. Los tres modos diferentes del juego, titulados Rise to Prosperity, Restoring the Peace y On the Edge, se diferencian por los aspectos en los que se centran: Rise to Prosperity y On the Edge enfatizan respectivamente el crecimiento a través de la construcción de ciudades y la conquista a través de la guerra, mientras que Restoring the Peace da una experiencia más equilibrada. El juego ofrece cierto grado de personalización, y los jugadores pueden ajustar los valores del juego, como la posición inicial y las amenazas fuera del mapa.
Los aspectos de construcción de la ciudad se centran en expandir un asentamiento inicialmente pequeño mediante la recopilación de recursos, la gestión de cadenas de suministro y la expansión de redes comerciales, al mismo tiempo que gestionan las amenazas a la cohesión interna del asentamiento. El énfasis del juego en la precisión histórica profunda significa que los jugadores deben administrar seis tipos individuales de impuestos y equilibrar el rápido crecimiento con aspectos naturales como el clima y la posibilidad de degradación ambiental a través de, por ejemplo, el agotamiento del suelo y la deforestación. Manor Lords, normalmente visto desde una perspectiva isométrica de arriba hacia abajo, también incluye una función que permite a los jugadores explorar sus asentamientos utilizando un modo de cámara en tercera persona.

## Desarrollo
Greg Styczeń fue el creador y desarrollador en solitario de Manor Lords a través de su estudio Slavic Magic, y en los primeros años se financió en parte a través de donaciones en Patreon. Al lanzar un avance de anuncio en julio de 2020, Styczeń inicialmente pretendía que el juego apareciera en la lista de deseos 14 000 veces en Steam. Sin embargo, la anticipación creció constantemente y Manor Lords, que había sido incluido en la lista de deseos más de dos millones de veces en enero de 2024, superó a Hades II poco antes de su lanzamiento para convertirse en el juego más deseado en Steam, con más de tres millones en su lanzamiento.
Originalmente se planeó que el juego se lanzara a fines de 2023, pero se retrasó hasta el año siguiente porque Styczeń sintió que necesitaba «más corrección de errores y pulido». Manor Lords se lanzó para acceso anticipado el 26 de abril de 2024. Styczeń emitió un comunicado una semana antes del lanzamiento que intentó moderar las expectativas: destacó que el lanzamiento era de acceso anticipado, que Manor Lords era el primer juego que había desarrollado y que no pretendía ser un rival de Total War o juegos de rol como Kingdom Come: Deliverance.

## Recepción
La recepción de las demos iniciales, como la que se mostró en la Vista previa para socios de Xbox a fines de octubre de 2023, fue muy positiva, con elogios dirigidos especialmente a la naturaleza compleja del juego. Matt Jarvis de Rock Paper Shotgun comparó sus diversos aspectos con los de franquicias establecidas como Total War, Crusader Kings y Age of Empires, calificándolo de «enormemente ambicioso» y «lleno de potencial». El juego se ha destacado por su grado relativamente alto de precisión histórica. Sin embargo, Styczeń ha declarado en entrevistas que en algunos casos las consideraciones sobre la jugabilidad reemplazaron las preocupaciones sobre la exactitud histórica.